# SM Tb 54T
SM Tb 54T – austro-węgierski torpedowiec z początku XX wieku i okresu I wojny światowej, piąta jednostka typu Kaiman. Do 1913 roku nosił nazwę Wal, następnie oznaczenie 54T, a od roku 1917 sam numer 54 (skrót przed numerem SM Tb oznaczał Seiner Majestät Torpedoboot – torpedowiec Jego Cesarskiej Mości). Po I wojnie światowej służył w marynarce Królestwa SHS (późniejszej Jugosławii) jako T 12.

## Budowa
Stępkę pod budowę okrętu położono w stoczni Stabilimento Tecnico Triestino (STT) w Trieście 12 grudnia 1905 roku, kadłub wodowano 10 września 1906 roku, a okręt oddano do służby 15 czerwca 1907 roku (wraz z bliźniaczymi „Seehund” i „Delphin”). Początkowo nosił nazwę „Wal” (wieloryb), lecz od 1 stycznia 1914 roku zastąpiono ją przez alfanumeryczne oznaczenie 54 T (litera „T” oznaczała, że okręt zbudowano w Trieście). Rozkazem z 21 maja 1917 roku z oznaczeń torpedowców usunięto ostatnią literę i do końca wojny okręt nosił  tylko numer 54.

## Służba
Okręt brał udział w I wojnie światowej, pełniąc głównie służbę patrolową i konwojową na Adriatyku. 20 września 1915 roku był nieskutecznie atakowany przez francuski okręt podwodny „Fresnel”.
Po wojnie okręt w ramach podziału floty Austro-Węgier przekazano wraz z trzema innymi Królestwu Serbów, Chorwatów i Słoweńców (SHS), gdzie służył pod oznaczeniem T 12. Został wycofany jako pierwszy w 1926 roku (publikacje na ogół podają, że cała czwórka została wycofana w latach 1927-1928).

## Opis
Okręt posiadał dwa kotły parowe typu Yarrow i jedną pionową czterocylindrową maszynę parową potrójnego rozprężania. Okręt uzbrojony był w cztery armaty kalibru 47 mm L/33 (po dwie na każdej z burt) oraz trzy wyrzutnie torped kalibru 450 mm. W 1915 roku uzbrojenie wzmocniono pojedynczym karabinem maszynowym Schwarzlose 8 mm.